# سیلورتون، دوون
سیلورتون (به انگلیسی: Silverton) یک روستا و محله مدنی در بریتانیا است که در Mid Devon واقع شده‌است. سیلورتون ۱٬۴۹۴ نفر جمعیت دارد.

## خواهرخوانده
شهر Saint-Thégonnec خواهرخواندهٔ سیلورتون، دوون هست.